# 安徽省颍上第一中学
安徽省颍上第一中学或称颍上一中是中华人民共和国安徽省示范高中，前身可溯至1909年（宣统元年）的“乙种蚕桑学堂”，迄今已有百余年的历史，现由校长赵成松主管工作。
学校位于安徽省阜阳市颍上县城北新区，截至2016年，共占地400余亩，建筑面积约11万平方米，拥有有高中教学班107个。

## 简介

### 历史
1909年，学校创立，初为乙种蚕桑学堂。1945年，学校更名为颍上县立中学。1954年，学校迁入慎城镇人民西路。1956年，学校更名为颍上第一初级中学。1958年，学校更名为颍上中学。1969年，学校更名为颍上第一中学。1985年，学校被被确定为阜阳地区重点中学。2003年，学校被确定为安徽省示范高中。
2008年8月，学校城北新校正式动工兴建。
2011年9月，学校正式迁入安徽省阜阳市颍上县城北新区颍阳大道101号。

### 建筑
学校有4幢教学楼，1幢办公楼，1幢逸夫试验楼，1幢图书馆，1幢男女生公寓，1幢食堂，4-4-3高标准的理化生实验室，校园交互式多媒体控制系统，5个多媒体室，2个微机室，1个电子阅览室，有各类图书7万多册，期刊300余种、音像资料300多盒。

### 师资
现有教职工294名，中、高级职称120余人，有全国优秀教师、全国模范班主任、全国模范教师、省特级教师、省优秀教师、市专业技术拔尖人才、省市教坛新星共30余名，研究生3名。

### 荣获奖项
曾先后荣获了全国爱国主义读书活动示范学校、省“家教名校”、省“五四”红旗团委、省“综合治理”先进单位、省第四届、第五届、第六届“文明单位”、市级“花园式学校”等光荣称号。6项省部级立项科研课题，并有2项已通过验收。2005年全国奥林匹克竞赛成绩显著，数、理、化、生均取得较好的成绩。
2018年12月，颍上一中荣获“阜阳市首届文明校园”称号。

## 办学条件

### 硬件设施
截至2016年3月30日，颍上县第一中学共建成6栋教学楼（105间教师办公室，150个教室，其中包括8个大型多媒体教室）、5栋学生公寓（共692间宿舍，每层有两间公共卫生间及盥洗室，每间提供6张床铺，每间公寓房每生一床一柜一桌凳，独立阳台、晾衣架、衣柜）、1栋图书馆大楼、2栋专用教室（理化生实验室、计算机室及音乐室、美术室等）、食堂（8000平米，共两层，内有小型超市）、浴室（二层，2000平米）以及高规格运动场（20000多平米，拥有标准塑胶草坪足球场、400米标准化塑胶跑道以及运动场看台，硅PU地面篮球场18个、手球场4个、排球场2个）等，每个年级都拥有阶梯教室，每个教室都配备多媒体教学设备，教室和办公室装有空调、饮水机、语音听力设备、现代化考试平台。

### 办学规模
截至2016年3月30日，颍上县第一中学共占地400余亩，建筑面积约11万平方米，在籍学生8000余名，学校设有8个部门、11个教研组。

### 师资力量
截至2014年7月5日，学校共拥有教职工495人，其中高级教师115人，中级教师126人，有特级教师2名，省市级教坛新星9名，市级学科带头人8名，安徽省模范教师1名。
特级教师：王磊、杜泉。
省市级教坛新星：王磊、杜泉、赵成松、焦道辉、姜军、张乃胜、李秀娟、王琳、王利。
学科带头人：王磊、杜泉、赵成松、王学平、张华喜、石振华、程孝刚、刘子锐。
安徽省模范教师：马玉山。

## 办学成果

### 学生成绩
高考成绩
2015年首批本科达线2237人（不含艺体），首批重点达线661人（含艺体31人），600分以上235人（应届文科最高分658分，655分以上3人；应届理科最高分662分，650分以上12人）。
2014年首批本科达线2382人（不含扶贫计划、农村专项计划及特长生自主招生），首批重点达线569人（不含艺体、农村专项计划和特长生自主招生），600分以上14人（文、理各7人），2014年在全国一类名校自主招生中，20余人获加分资格。
2013年首批本科达线1956人（含艺体108人），首批重点达线474（含艺体34人），二本以上达线1297人（含艺体50人）。
2012年首批本科达线1681人，首批重点达线405人（不含艺体），600分以上86人（理科最高分为658分，650分以上3人；文科最高分621,620分以上2人），应届本科达线率78.2%。
2011年首批本科达线近1600人，首批重点达线352人（不含艺体），600分以上46人 ，其中实验班本科升学率100%，重点本科达线80%以上。
2010年首批本科达线1583人，首批重点达线375人（不含艺体），600分以上98人（其中理科85人，文科13人）。应届理科本科录取率64.3%，应届文科本科录取率52.9 %，三个文理科实验班本科达线率100%。
其他成绩
2014年10月，颍上县“2014经典诵读大赛”中，颍上县第一中学高二年级15名学生组成的颍上一中代表队以作品《毛泽东诗词选》获得了中学组一等奖第一名的成绩。
2014年12月，颍上县第九届全县青少年书信写作大赛中，颍上县第一中学王同学获特等奖，兰同学获一等奖，刘同学获二等奖，凌同学等9人获三等奖。
2015年，颍上县第一中学2014—2015学年度6个班级荣获“市级先进集体”、28名同学分别获“市级优秀学生干部”和“市级三好学生”称号。
2016年1月，颍上县2015年“变废为宝”创意作品设计评比活动中，颍上县第一中学谢同学等3人获一等奖，贾同学等13人获二等奖。

### 教师成绩
2015年，学校教师在语文和数学科目上共有9篇论文获得市级三等奖，5篇论文获得市级二等奖，1篇论文获得市级一等奖。
2015年8月27日，由程孝刚、汪喜天主持的市级课题“初高中阶段数学课程、教学衔接研究”顺利通过了专家组的验收。
2015年11月，由王磊、刘子锐主持的省级教育科研重点课题《基于传统与乡土文化资源开发的语文教学研究》顺利结题验收。该课题有22篇研究论文在省级以上专业期刊发表（其中核心期刊8篇）、12篇获奖，4位教师实验研究课例获国家级一、二等奖，出版了校本教材《传统文化·新课程语文读本》1部，编写印刷了《颍上一中传统与乡土文化读本》等5种系列校本教材，有8位教师在市级以上公开教学比赛中获一、二等奖，该课题被中国教育学会中学语文教学专业委员会评为课题实验研究一等奖，被中华经典网推荐为优秀实验项目。
2014年1月，在由颍上县教育局教研室举办的2013年全县青年教师课堂教学大奖赛中，来自学校高二年级语文、数学、英语、物理、化学、生物、政治、历史、地理学科的共33位青年教师获奖。
2011年4月，在由颍上县教育局举办的颍上县第四届中小学教师多媒体教学大赛中，来自学校的语文教师江琳获得一等奖。
2011年2月，在安徽省第六届中小学美术优质课评选活动中，来自学校的美术教师王颍获此次比赛一等奖。

## 文化传统

### 校训
至善至正，追求卓越

## 校园环境
安徽省颍上第一中学南临颍阳大道，西濒解放北路，北傍M水系，占地400余亩，投资2.6亿元，建筑面积约11万平方米。校园规划设计由中国建筑西南勘察设计研究院完成，2008年8月正式动工兴建，2011年9月学校师生正式搬迁入住。校园规划设计是按照高规格、现代化、有特色的要求，打造城北新区“知识+生态”的景观工程的目的，体现“百年名校，游览景点，人才摇篮”理念，努力展现“角角落落皆文化，一草一木皆精品”的校园文化建设思路进行的。新校教学大楼采用白色与紫红色为主基调的外观设计，体现一种清新、温暖的色调，每个年级各有两栋连体教学楼，中间用连走廊连接，即使是阴雨天也能为学生提供较大的活动空间。

## 地图信息
安徽省阜阳市颍上县城北新区颍阳大道101号

## 知名校友
- 戴厚英（作家）
- 常任侠
- 郑守仁（中国工程学院院士）
- 陈国良（中国科学院院士）